# Cynarctoides
Cynarctoides is een geslacht van roofdieren uit de Phlaocyonini. Het geslacht is bekend van het Whitneyan van South Dakota, het Arikareean van Oregon, Nebraska, South Dakota, Colorado, Nebraska, Wyoming en New Mexico, het Hemingfordian van Nebraska, Idaho, Texas, Wyoming en New Mexico en Barstovian van Nebraska, New Mexico en Californië.
Cynarctoides werd oorspronkelijk beschouwd als verwant aan Cynarctus en in de familie kleine beren (Procyonidae) geplaatst, maar later werd hij als een lid van de Borophaginae herkend. Wang et al. (1999) beschreven een aantal nieuwe soorten en gaven de kenmerken van dit geslacht.
Het geslacht omvat de volgende soorten:
- Cynarctoides acridens
- Cynarctoides emryi
- Cynarctoides gawnae
- Cynarctoides harlowi
- Cynarctoides lemur
- Cynarctoides luskensis
- Cynarctoides roii